# Aanval van Sa'd ibn Zaid al-Ashhali
De Aanval van Sa'd ibn Zaid al-Ashhali vond plaats in ramadan 8 AH (januari 630).
Sa'd ibn Zaid al-Ashhali werd naar al-Mushallal gestuurd om het afgodsbeeld Manat te verwoesten. Dit afgodsbeeld werd aanbeden door de polytheïstische stammen Al-Aws en Al-Khazraj. In al-Mushallal kwam hij een naakte, zwarte vrouw met slordig haar tegen. Ze jammerde en sloeg zichzelf op de borst. Sa'd doodde haar, verwoestte het afgodsbeeld, brak een kistje en keerde terug.